# Истакзокитлан (Истакзокитлан, Веракруз)
Истакзокитлан (шп. Ixtaczoquitlán) насеље је у Мексику у савезној држави Веракруз у општини Истакзокитлан. Насеље се налази на надморској висини од 1142 м.

## Становништво
Према подацима из 2010. године у насељу је живело 26187 становника.

### Хронологија
| Година       | 2000                  | 2005                  | 2010                  |
| ------------ | --------------------- | --------------------- | --------------------- |
| Становништво | 23022 (11096 / 11926) | 25319 (12105 / 13214) | 26187 (12491 / 13696) |

### Попис
| \| \| м \| \| \| ж \| \| 0—2 \| 688 \| \| \| 657 \| \| 3—5 \| 716 \| \| \| 706 \| \| 6—11 \| 1.397 \| \| \| 1.377 \| \| 12—14 \| 647 \| \| \| 658 \| \| 15—17 \| 740 \| \| \| 690 \| \| 18—24 \| 1.746 \| \| \| 1.735 \| \| 60+ \| 979 \| \| \| 1.170 \| \| Просек : \| 29,2 \| \| \| 30,9 \| |       |  |  |       |
| |       |  |  |       |
| | м     |  |  | ж     |
| 0—2 | 688   |  |  | 657   |
| 3—5 | 716   |  |  | 706   |
| 6—11 | 1.397 |  |  | 1.377 |
| 12—14 | 647   |  |  | 658   |
| 15—17 | 740   |  |  | 690   |
| 18—24 | 1.746 |  |  | 1.735 |
| 60+ | 979   |  |  | 1.170 |
| Просек : | 29,2  |  |  | 30,9  |

| #   | Индикатор                                                                                        | Вредност |
| --- | ------------------------------------------------------------------------------------------------ | -------- |
| 1   | Становништво од 0 до 2 године                                                                    | 1345     |
| 2   | Мушко становништво од 0 до 2 године                                                              | 688      |
| 3   | Женско становништво од 0 до 2 године                                                             | 657      |
| 4   | Становништво са 3 и више година                                                                  | 24635    |
| 5   | Мушко становништво са 3 и више година                                                            | 11699    |
| 6   | Женско становништво са 3 и више година                                                           | 12936    |
| 7   | Становништво са 5 и више година                                                                  | 23711    |
| 8   | Мушко становништво са 5 и више година                                                            | 11253    |
| 9   | Женско становништво са 5 и више година                                                           | 12458    |
| 10  | Становништво са 12 и више година                                                                 | 20439    |
| 11  | Мушко становништво са 12 и више година                                                           | 9586     |
| 12  | Женско становништво са 12 и више година                                                          | 10853    |
| 13  | Становништво са 15 и више година                                                                 | 19134    |
| 14  | Мушко становништво са 15 и више година                                                           | 8939     |
| 15  | Женско становништво са 15 и више година                                                          | 10195    |
| 16  | Становништво са 18 и више година                                                                 | 17704    |
| 17  | Мушко становништво са 18 и више година                                                           | 8199     |
| 18  | Женско становништво са 18 и више година                                                          | 9505     |
| 19  | Становништво од 3 до 5 година                                                                    | 1422     |
| 20  | Мушко становништво од 3 до 5 година                                                              | 716      |
| 21  | Женско становништво од 3 до 5 година                                                             | 706      |
| 22  | Становништво од 6 до 11 година                                                                   | 2774     |
| 23  | Мушко становништво од 6 до 11 година                                                             | 1397     |
| 24  | Женско становништво од 6 до 11 година                                                            | 1377     |
| 25  | Становништво од 8 до 14 година                                                                   | 3138     |
| 26  | Мушко становништво од 8 до 14 година                                                             | 1561     |
| 27  | Женско становништво од 8 до 14 година                                                            | 1577     |
| 28  | Становништво од 12 до 14 година                                                                  | 1305     |
| 29  | Мушко становништво од 12 до 14 година                                                            | 647      |
| 30  | Женско становништво од 12 до 14 година                                                           | 658      |
| 31  | Становништво од 15 до 17 година                                                                  | 1430     |
| 32  | Мушко становништво од 15 до 17 година                                                            | 740      |
| 33  | Женско становништво од 15 до 17 година                                                           | 690      |
| 34  | Становништво од 18 до 24 године                                                                  | 3481     |
| 35  | Мушко становништво од 18 до 24 године                                                            | 1746     |
| 36  | Женско становништво од 18 до 24 године                                                           | 1735     |
| 37  | Женско становништво од 15 до 49 година                                                           | 7704     |
| 38  | Становништво са 60 и више година                                                                 | 2149     |
| 39  | Мушко становништво са 60 и више година                                                           | 979      |
| 40  | Женско становништво са 60 и више година                                                          | 1170     |
| 41  | Однос између мушкараца и жена                                                                    | 91.2     |
| 42  | Становништво од нуле до 14 година                                                                | 6846     |
| 43  | Становништво од 15 до 64 године                                                                  | 17760    |
| 44  | Становништво од 65 година и више                                                                 | 1374     |
| 45  | Просечан број деце                                                                               | 1.99     |
| 46  | Становништво рођено у ентитету                                                                   | 23590    |
| 47  | Мушко становништво рођено у ентитету                                                             | 11258    |
| 48  | Женско становништво рођено у ентитету                                                            | 12332    |
| 49  | Становништво рођено у другом ентитету                                                            | 2306     |
| 50  | Мушко становништво рођено у другом ентитету                                                      | 1089     |
| 51  | Женско становништво рођено у другом ентитету                                                     | 1217     |
| 52  | Становништво од 5 година и више резидентно у ентитету у јуну 2005. године                        | 22780    |
| 53  | Мушко становништво старосног доба од 5 година и више, резидентно у ентитету у јуну 2005. године  | 10735    |
| 54  | Женско становништво старосног доба од 5 и више година, резидентно у ентитету у јуну 2005. године | 12045    |
| 55  | Становништво од 5 година и више које је живело у другом ентитету у јуну 2005. године             | 692      |
| 56  | Мушко становништво старије од 5 година које је живело у другом ентитету у јуну 2005. године      | 371      |
| 57  | Женско становништво старије од 5 година које је живело у другом ентитету у јуну 2005. године     | 321      |
| 58  | Становништво од 3 године и више које говори аутохтони језик                                      | 491      |
| 59  | Мушко становништво старо 3 године и више које говори аутохтони језик                             | 213      |
| 60  | Женско становништво старо 3 године и више које говори аутохтони језик                            | 278      |
| 61  | Становништво од 3 године и више које говори аутохтони језик и не говори шпански језик            | 3        |
| 62  | Мушко становништво старо 3 године и више које говори аутохтони језик и не говори шпански         | 1        |
| 63  | Женско становништво старо 3 године и више које говори аутохтони језик и не говори шпански језик  | 2        |
| 64  | Становништво старо 3 године и више које говори аутохтони језик и шпански                         | 429      |
| 65  | Мушко становништво старо 3 године и више које говори аутохтони језик и шпански                   | 182      |
| 66  | Женско становништво старо 3 године и више које говори аутохтони језик и шпански                  | 247      |
| 67  | Становништво од 5 година и више које говори аутохтони језик                                      | 489      |
| 68  | Становништво од 5 година и више које говори аутохтони језик и не говори шпански језик            | 3        |
| 69  | Становништво од 5 година и више које говори аутохтони језик и говори шпански језик               | 428      |
| 70  | Становништво у домородачким домаћинствима                                                        | 1192     |
| 71  | Становништво са ограничењима у активностима                                                      | 1014     |
| 72  | Становништво са ограниченим ходањем или кретањем, горе или доле                                  | 456      |
| 73  | Становници са ограничењима вида, чак и уз кориштење сочива                                       | 353      |
| 74  | Становништво са ограничењима говора, комуникације или конверзације                               | 109      |
| 75  | Становништво са ограниченим слухом                                                               | 121      |
| 76  | Становништво са ограничењима при одевању, купању или јелу                                        | 54       |
| 77  | Становништво са ограничењима у опажању или учењу једноставних ствари                             | 48       |
| 78  | Становништво са менталним ограничењима                                                           | 99       |
| 79  | Становништво без ограничења активности                                                           | 24897    |
| 80  | Становништво од 3 до 5 година које не похађа школу                                               | 583      |
| 81  | Мушко становништво од 3 до 5 година које не похађа школу                                         | 300      |
| 82  | Женско становништво од 3 до 5 година које не похађа школу                                        | 283      |
| 83  | Становништво од 6 до 11 година које не похађа школу                                              | 78       |
| 84  | Мушко становништво од 6 до 11 година које не похађа школу                                        | 38       |
| 85  | Женско становништво од 6 до 11 година које не похађа школу                                       | 40       |
| 86  | Становништво од 12 до 14 година које не похађа школу                                             | 67       |
| 87  | Мушко становништво од 12 до 14 година које не похађа школу                                       | 40       |
| 88  | Женско становништво од 12 до 14 година које не похађа школу                                      | 27       |
| 89  | Становништво од 15 до 17 година похађа школу                                                     | 1159     |
| 90  | Мушко становништво од 15 до 17 година похађа школу                                               | 615      |
| 91  | Женско становништво између 15 и 17 година живота у школи                                         | 544      |
| 92  | Становништво од 18 до 24 године похађа школу                                                     | 1270     |
| 93  | Мушко становништво од 18 до 24 године похађа школу                                               | 682      |
| 94  | Женско становништво од 18 до 24 године похађа школу                                              | 588      |
| 95  | Становништво од 8 до 14 година које не може да чита и пише                                       | 93       |
| 96  | Мушко становништво старосног доба од 8 до 14 година које не може да чита и пише                  | 44       |
| 97  | Женско становништво старосног доби од 8 до 14 година које не може да чита и пише                 | 49       |
| 98  | Становништво од 15 година и више које је неписмено                                               | 754      |
| 99  | Мушко становништво од 15 година и више које је неписмено                                         | 232      |
| 100 | Женско становништво од 15 година и више које је неписмено                                        | 522      |
| 101 | Становништво старо 15 и више година без школовања                                                | 755      |
| 102 | Мушко становништво старо 15 и више година без школовања                                          | 241      |
| 103 | Женско становништво старо 15 и више година без школовања                                         | 514      |
| 104 | Становништво старосног доба 15 и више година са непотпуним основним образовањем                  | 1736     |
| 105 | Мушко становништво старосног доба од 15 година и више са непотпуном основним образовањем         | 662      |
| 106 | Женско становништво старосног доба 15 и више година са непотпуном основним образовањем           | 1074     |
| 107 | Становништво старо 15 и више година са комплетним основним образовањем                           | 2654     |
| 108 | Мушко становништво старо 15 година и више са комплетним основним образовањем                     | 1127     |
| 109 | Женско становништво старо 15 и више година са комплетним основним образовањем                    | 1527     |
| 110 | Становништво старосног доба 15 и више година са непотпуним средњим образовањем                   | 1096     |
| 111 | Мушко становништво старосног доба од 15 година и више са непотпуним средњим образовањем          | 557      |
| 112 | Женско становништво старосног доба од 15 година и више са непотпуним средњим образовањем         | 539      |
| 113 | Становништво старо 15 и више година са пуним секундарном образовањем                             | 4067     |
| 114 | Мушко становништво старосног доба од 15 година и више са пуним секундарном образовањем           | 1978     |
| 115 | Женско становништво старосног доба од 15 година и више са пуним секундарном образовањем          | 2089     |
| 116 | Становништво старије од 18 година са постосновним образовањем                                    | 8277     |
| 117 | Мушко становништво старије од 18 година са постосновним образовањем                              | 4115     |
| 118 | Женско становништво старије од 18 година са постосновним образовањем                             | 4162     |
| 119 | Просечна оцена школовања                                                                         | 9.64     |
| 120 | Просечан ниво образовања мушке популације                                                        | 10.01    |
| 121 | Просечан ниво образовања женског становништва                                                    | 9.32     |
| 122 | Економски активно становништво                                                                   | 10769    |
| 123 | Економски активна мушка популација                                                               | 6723     |
| 124 | Економски активна женска популација                                                              | 4046     |
| 125 | Становништво које није економски активно                                                         | 9608     |
| 126 | Мушко становништво које није економски активно                                                   | 2830     |
| 127 | Женско становништво које није економски активно                                                  | 6778     |
| 128 | Запослено становништво                                                                           | 10137    |
| 129 | Запослено мушко становништво                                                                     | 6287     |
| 130 | Запослено женско становништво                                                                    | 3850     |
| 131 | Незапослена популација                                                                           | 632      |
| 132 | Незапослена мушка популација                                                                     | 436      |
| 133 | Незапослена женска популација                                                                    | 196      |
| 134 | Становништво без права на здравствене услуге                                                     | 7057     |
| 135 | Становништво које има право на здравствене услуге                                                | 18904    |
| 136 | Становништво које има право на ИМСС                                                              | 14159    |
| 137 | Становништво које има право на социјално осигурање                                               | 825      |
| 138 | Становништво које има право на државно социјално осигурање                                       | 11       |
| 139 | Становништво које има право на опште осигурање или здравствено осигурање за нову генерацију      | 3358     |
| 140 | Становништво које је било једном или није било у браку током 12 година и више                    | 6885     |
| 141 | Венчано или уједињено становништво од 12 година и више                                           | 11468    |
| 142 | Становништво које је било у браку или уједињено 12 година и више                                 | 2072     |
| 143 | Становништво са католичком религијом                                                             | 22999    |
| 144 | Протестанти, еванђелисти и библијски следбеници различити од еванђелиста                         | 2341     |
| 145 | Становништво са другим религијама различитим од претходних                                       | 16       |
| 146 | Становништво без религије                                                                        | 512      |
| 147 | Укупно пописаних домаћинства                                                                     | 6856     |
| 148 | Пописна домаћинства на челу са мушкарцима                                                        | 5055     |
| 149 | Пописна домаћинства на челу са женама                                                            | 1801     |
| 150 | Становништво у пописним домаћинствима                                                            | 25974    |
| 151 | Становништво у пописним домаћинствима на челу са мушкарцима                                      | 19894    |
| 152 | Становништво у пописним домаћинствима на челу са женама                                          | 6080     |
| 153 | Укупно домаћинстава                                                                              | 8064     |
| 154 | Укупно насељених домаћинстава                                                                    | 6924     |
| 155 | Укупно приватних кућа                                                                            | 7996     |
| 156 | Насељени приватни домови                                                                         | 6856     |
| 157 | Укупно насељених приватних кућа                                                                  | 6923     |
| 158 | Ненасељене приватне куће                                                                         | 835      |
| 159 | Појединачна домаћинства за привремену употребу                                                   | 305      |
| 160 | Становници у насељеним приватним кућама                                                          | 25974    |
| 161 | Насељеност станара у приватним становима                                                         | 3.79     |
| 162 | Просечно становника по соби у приватним насељеним домаћинствима                                  | 0.95     |
| 163 | Појединачна домаћинства са подовима од различитих материјала од земље                            | 6534     |
| 164 | Појединачна домаћинства у приземљу                                                               | 309      |
| 165 | Појединачна домаћинства са једном спаваћом собом                                                 | 1955     |
| 166 | Појединачна домаћинства са две спаваће собе и више                                               | 4893     |
| 167 | Појединачна домаћинства са једним собом                                                          | 640      |
| 168 | Појединачна домаћинства са две собе                                                              | 757      |
| 169 | Појединачна домаћинства са 3 собе и више                                                         | 5446     |
| 170 | Појединачна домаћинства која имају електрично светло                                             | 6801     |
| 171 | Појединачна домаћинства која немају електрично светло                                            | 46       |
| 172 | Појединачна домаћинства која имају водоводну воду у стамбеном простору                           | 6798     |
| 173 | Појединачна домаћинства која немају водоводну воду у стамбеном простору                          | 36       |
| 174 | Појединачна домаћинства која имају тоалет                                                        | 6797     |
| 175 | Појединачна домаћинства која имају канализацију                                                  | 6780     |
| 176 | Појединачна домаћинства која немају канализацију                                                 | 59       |
| 177 | Појединачна домаћинства која имају електрично светло, довод воде из јавне мреже и канализацију   | 6711     |
| 178 | Појединачна домаћинства без икаквих услова                                                       | 71       |
| 179 | Појединачна домаћинства која имају радио                                                         | 5902     |
| 180 | Појединачна домаћинства која имају телевизор                                                     | 6627     |
| 181 | Појединачна домаћинства која имају фрижидер                                                      | 5845     |
| 182 | Појединачна домаћинства која имају машину за веш                                                 | 4443     |
| 183 | Појединачна домаћинства која имају аутомобил или комби                                           | 2474     |
| 184 | Појединачна домаћинства која имају рачунар                                                       | 2304     |
| 185 | Појединачна домаћинства која имају фиксну телефонску линију                                      | 3011     |
| 186 | Појединачна домаћинства која имају мобилни телефон                                               | 5157     |
| 187 | Појединачна домаћинства која имају приступ интернету                                             | 1603     |
| 188 | Величина локације                                                                                | 8        |